# Taibaishanus
Taibaishanus elegans es una especie de araña araneomorfa de la familia Linyphiidae. Es el único miembro del género monotípico Taibaishanus.

## Distribución
Se encuentra en Shaanxi en China. A una altitud de 1000 a 3050 metros al sur de Taibai Shan en los montes Qinling.